# Linao
El linao,  también llamado inao, es un deporte de pelota practicado por los indígenas huilliches al sur de Chile, particularmente en el archipiélago de Chiloé. El deporte estuvo a punto de desaparecer durante los años 80, que guarda cierta semejanza y es un antecesor del global rugby, creado en el siglo XIX. Uno de los motivos de su práctica era el  endurecimiento corporal como preparación guerrera; pero es posible que el interés de ganar apuestas elevadas haya sido también la causa de la violencia mostrada.

## Etimología
El nombre proviene de ling, batallar y naln, bola. Literalmente batallar con la bola. Posiblemente derive también de la palabra indígena inar que significa: seguir o perseguir a otro. Una bahía y un poblado al sureste de Ancud llevan el nombre, Linao. En 1900 vivía allí un campesino llamado Hilario Caileo de 20 años, a quien se le apodó el Toro de Linao, por ser el más famoso jugador de la región,debido a su gran destreza y fuerza física para este deporte.

## Reglas
El juego consiste en perseguir a los jugadores corriendo a modo de un combate. Los buenos jugadores aprendían a esquivar golpes de puño, cabezazos, rodillazos, empujones y zancadillas, a pesar de que era prohibido golpear al adversario que no estaba en posesión de la pelota. Participaban solo hombres adultos menores de 35 años.
A fines del siglo XIX se jugaba en canchas rectangulares y planas cubiertas de pasto natural de aproximadamente 120 m de largo por 60m de ancho, marcadas con rayas y una franja neutral en el centro de alrededor de 5m de ancho con participación de un centenar de jugadores.
En las líneas cortas de la cancha se colocaban los arcos para la entrada de la pelota, formados por dos varas clavadas en el suelo separadas entre sí de 2 a 6 m.  Los «capitanes» de ambos equipos sorteaban  el lado de la cancha en que jugarían. Cada equipo tenía un «guardavallas» llamado tecuto.
El juego se iniciaba desde el centro de la cancha cuando el árbitro rannieve lanzaba la pelota hacia lo alto. Los jugadores corrían velozmente hacia el centro para disputar la pelota antes de que esta cayera al suelo. El más capaz la tomaba y la protegía bajo su axila izquierda. Emprendía una rápida carrera sorteando a todos los oponentes que le querían arrebatar la pelota.
Su objetivo era alcanzar la línea de meta de su equipo para pasar por el arco con la pelota y todo su cuerpo, esto para obtener un punto o raya entui. Allí —entre las vallas— debía apartar o arrollar al tecuto que generalmente era uno de los jugadores más fuertes y robustos.
Cuando un jugador en posesión de la pelota era perseguido buscaba refugio en la zona neutral en el medio de la cancha solo por breves instantes.

## Preparación física
En la preparación corporal se practicaban  ejercicios de carrera con cambios de dirección y fintas. El alimento predilecto era la harina de trigo tostada. Durante 15 días los jugadores se bañaban de madrugada en cascadas o traitraiko.
Practicaban el ayuno y la castidad antes de los partidos.
Los jugadores de linao se untaban aceite de lobo marino (Otaria flavescens) para protegerse del frío además que los hacía resbaladizos ante los forcejeos con jugadores del equipo contrario. Para jugar usaban solo un chiripá sin ningún tipo de calzado. Un cintillo de lana de algún color, usaban un distintiva llamado trarilonco que les servía para diferenciar los equipos.
Antes de un partido la machi —autoridad religiosa de los indígenas— cantaba el romanceo para encantar la pelota y rociaba agua sobre los jugadores de su equipo con intención de fortalecerlos. La pelota de 15cm de diámetro, se confeccionaba de algas comestibles como el cochayuyo (Durvillaea antarctica), el luche (Porphyra columbina), o el  sargazo (Macrocystis pyrifera) que eran cubiertos de lana o cuero; también se hacían de madera y de trapo las cuales eran tamaño algo menor.
Antiguamente se jugaba en el área al oeste de la cordillera de Nahuelbuta y  por la costa hacia el sur del río Toltén hasta la provincia de Llanquihue y Archipiélago de Chiloé.
En enero de 1712, un encuentro de linao en Quilquico fue usado por los caciques de la península de Rilán, al noreste de Castro, para acordar una rebelión contra los encomenderos que abusaban de los indígenas de la región.
En los Primeros Juegos Olímpicos Nacionales de Santiago, organizados por los profesores de educación física Joaquín Cabezas y Leotardo Matus, en enero de 1909 junto a los deportes oficiales de la época se incluyeron en el programa tres juegos deportivos aborígenes de Chile: palín, pillmatún y linao. Este último estuvo representado por jugadores del Club de Linao de Valdivia  junto a "fleteros y cargadores chilotes" del puerto de Valparaíso jugando en la cancha del Club Hípico de Santiago.
Estos Primeros Juegos Olímpicos Nacionales fueron reeditados en 1985, también en Santiago, participando entonces todas las disciplinas olímpicas del país. La ceremonia inaugural se realizó en el Estadio Nacional de Santiago de Chile, el encargado de ingresar con la llama olímpica al coliseo fue el campeón Sudamericano de Lucha Greco-Romana Teobaldo Díaz Ubilla, y la encargada de encender el pebetero, la Campeona Sudamericana de medio fondo, Mónica Regonessi Miranda.
Desde alrededor de 1980 se juega rara vez en la Isla de Chiloé, al sur de Castro, en áreas de Compu, Chadmo y Yaldad, todos lugares de la comuna de Quellón con presencia de comunidades huilliches.